# George Cartwright
George Cartwright (Low Marnham, 12 février 1739 - Mansfield, 19 mai 1819) est un explorateur britannique.

## Biographie
Frère de Edmond Cartwright, formé à l'Académie royale militaire de Woolwich, il sert aux Indes, en Irlande (1759), en Allemagne comme aide-de-camp (1760-1762) puis à Minorque (1766-1767).
Il s'installe ensuite au Canada où il tente un développement commercial de la côte du Labrador (1768). Il lutte contre les pirates (1778), mais entretient des rapports avec les autochtones. En 1772, il accompagne cinq représentants indiens à Londres.
En janvier 1786, le capitaine Cartwright et ses vingt compagnons mettent à sac un village d'une centaine d'habitants, tuant une trentaine de femmes, d'enfants et de vieillards incapables de se défendre. Les Béothuks qui en réchappent meurent gelés ou se suicident.
Rentré en Angleterre en 1787, il participe aux guerres napoléoniennes (1817) et meurt à Mansfield.

## Écrit
- A Journal of Transactions and Events during a Residence of nearly Sixteen Years on the Coast of Labrador, 3 vol., 1792, republié sous le titre The new Labrador papers en 2008 par les presses de l'Université McGill.

## Hommage
La ville de Cartwright au Labrador a été nommée en son honneur.
Il est responsable du génocide des Béothuks en Terre-Neuve-et-Labrador.